# Quedius boopoides
Quedius boopoides – gatunek chrząszcza z rodziny kusakowatych i podrodziny kusaków.

## Taksonomia
Takson ten opisany został w 1923 roku przez Thomasa Georga Münstera na łamach „Norsk Entomologisk Tidsskrift” pod nazwą Quedius (Raphirus) fulvicollis var. boopoides, a więc jako odmiana Quedius fulvicollis. Epitet pochodzi od podobnej margi woloocznej (Q. boops). Do rangi osobnego gatunki takson ów wyniesiony został w 1948 roku przez Charlesa Edwarda Tottenhama.

## Morfologia
Chrząszcz o wydłużonym ciele długości od 5,5 do 6,5 mm. Głowa jest okrągława, smolistoczarna do czarnej z brunatnożółtymi czułkami i głaszczkami. Czułki mają człon pierwszy krótszy niż dwa następne razem wzięte, człon trzeci nie dłuższy niż drugi, a człon przedostatni tak szeroki jak długi. Oczy są duże, mocno uwypuklone. Przedplecze jest wypukłe, nieco szersze od głowy, słabiej zwężone ku przodowi niż u Q. nitipennis, czerwonawe do brunatnego. Na powierzchni tarczki obecne jest punktowanie. Pokrywy są nie krótsze od przedplecza, ku tyłowi nierozszerzone, brunatnosmoliście ubarwione. Odnóża są brunatnożółte z goleniami tylnej, a czasem także środkowej pary na wewnętrznych brzegach czarnymi z metalicznym połyskiem. Odwłok jest smolistoczarny do czarnego. Na przedzie trzech pierwszych tergitów odwłoka nie występują szarobrunatne plamki.

## Ekologia i występowanie
Owad ten zasiedla głównie stanowiska wilgotne, od nizin po piętro subalpejskie, w tym torfowiska, mokradła, pobrzeża wód i wilgotne łąki. Bytuje wśród mchów i gnijących szczątków roślinnych.
Gatunek palearktyczny, europejski, znany z Irlandii, Wielkiej Brytanii, Francji, Belgii, Holandii, Niemiec, Szwajcarii, Austrii, Włoch, Danii, Szwecji, Norwegii, Finlandii, Estonii, Litwy, Polski, Czech oraz północnoeuropejskiej części Rosji. W Polsce wykazany został ze Słowińskiego Parku Narodowego, Pojezierza Pomorskiego, Pojezierza Mazurskiego, Puszczy Białowieskiej, rezerwatu Olbina, Wyżyny Lubelskiej, Gór Świętokrzyskich, Gór Bystrzyckich, Pogórza Wielickiego, Gorców, Tatr i Bieszczadów. Na „Czerwonej liście gatunków zagrożonych Republiki Czeskiej” umieszczony jest jako gatunek narażony na wymarcie (VU). 